# Wünschendorf (Pockau-Lengefeld)
Wünschendorf ist ein Ortsteil der sächsischen Stadt Pockau-Lengefeld im Erzgebirgskreis.

## Geografie

### Lage

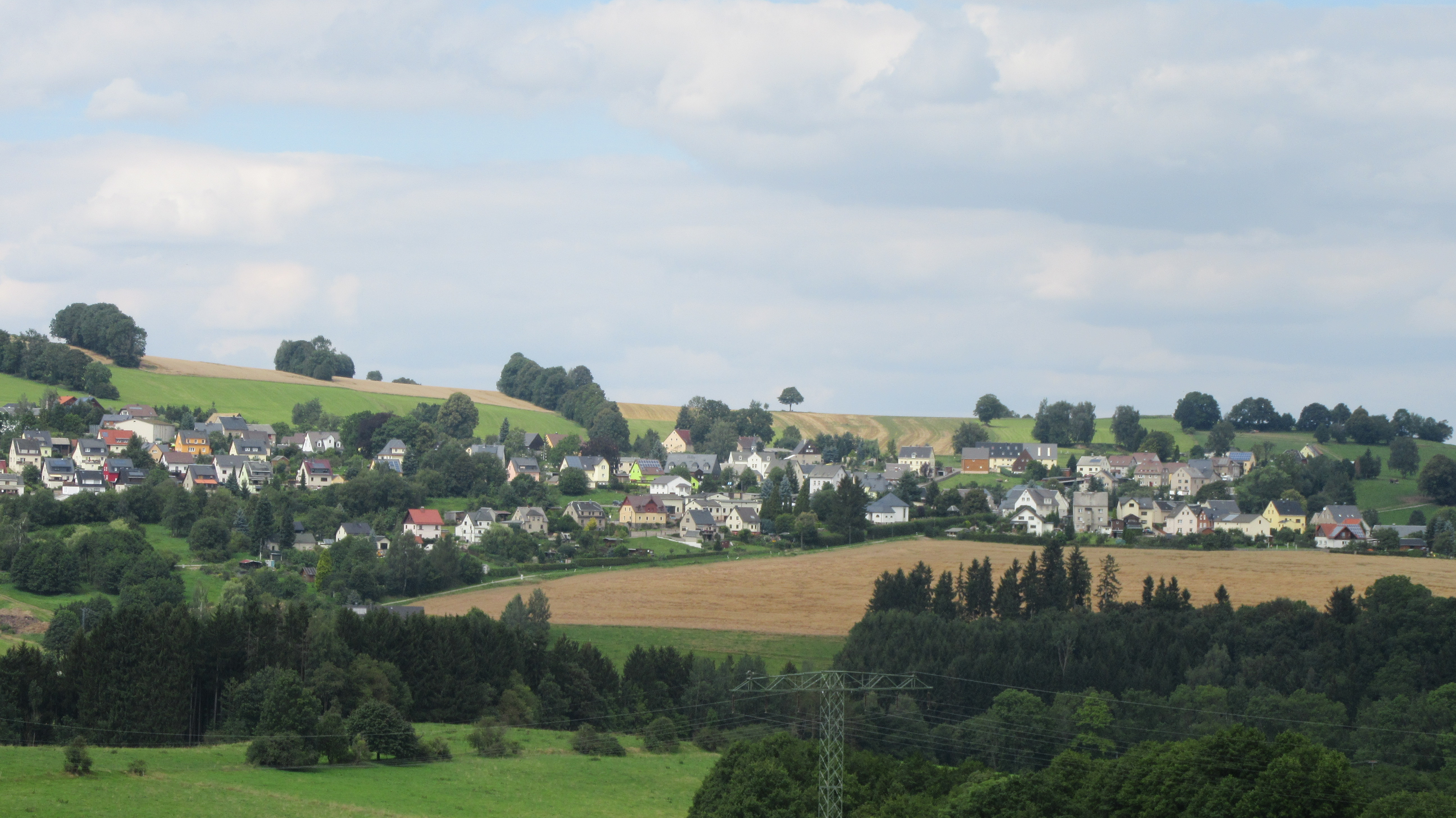
Wünschendorf von Lengefeld aus (2016)

Das Waldhufendorf Wünschendorf liegt etwa 2,5 Kilometer nordnordwestlich von Lengefeld im Erzgebirge. Es liegt größtenteils in der Quellmulde eines nach Westen der Flöha zufließenden Baches. Im Südwesten grenzt der Bornwald an die Flur.
Durch den Ort führt die Staatsstraße 223 Flöha–Olbernhau, über eine Kreisstraße besteht Anschluss an die östlich gelegenen Orte Rauenstein und Reifland.

### Nachbarorte
| Stolzenhain       | Floßmühle                                   |            |
| Börnichen/Erzgeb. | Kompassrose, die auf Nachbargemeinden zeigt | Reifland   |
| Neunzehnhain      | Lengefeld                                   | Rauenstein |

## Geschichte

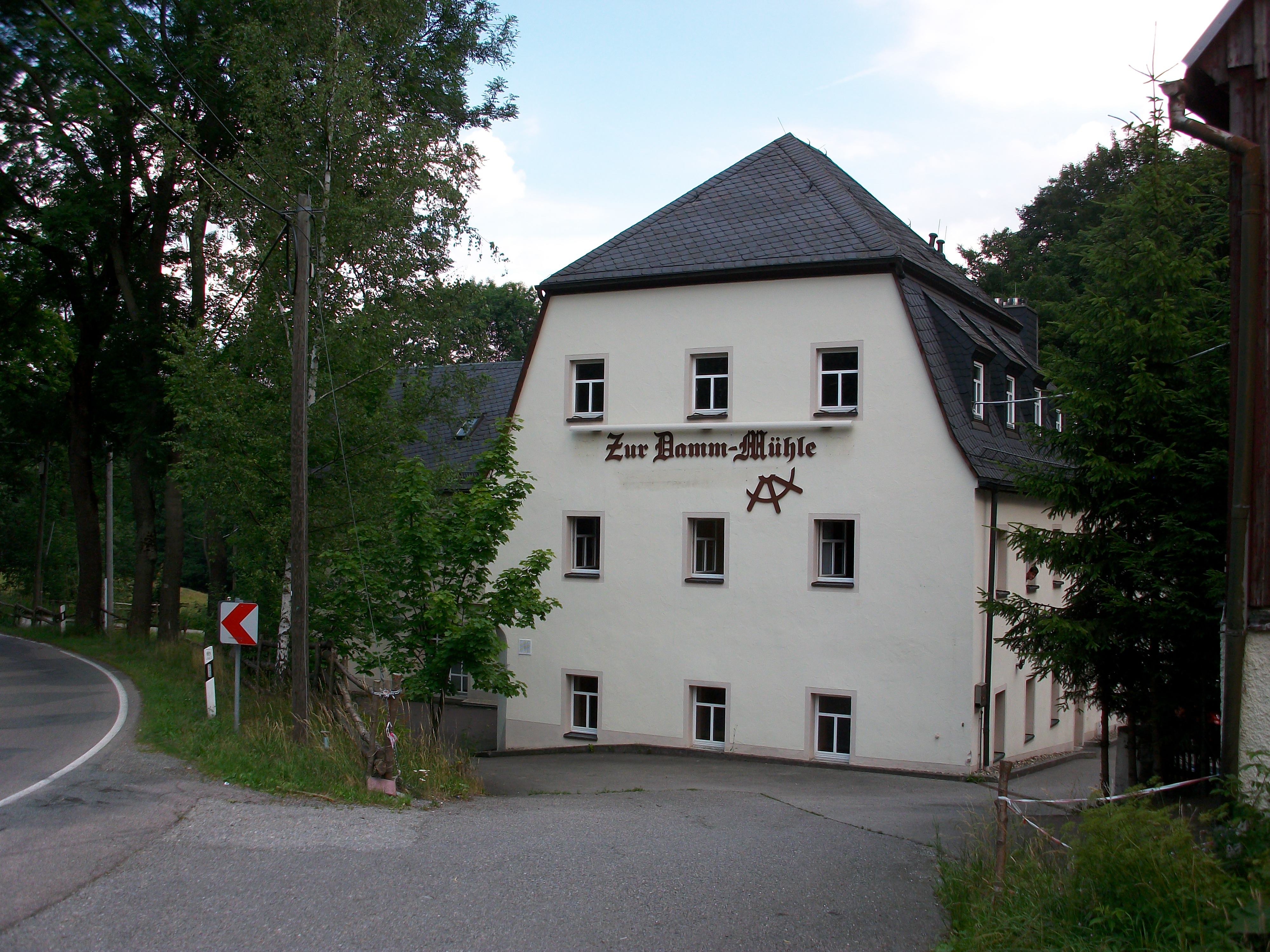
Damm-Mühle Wünschendorf

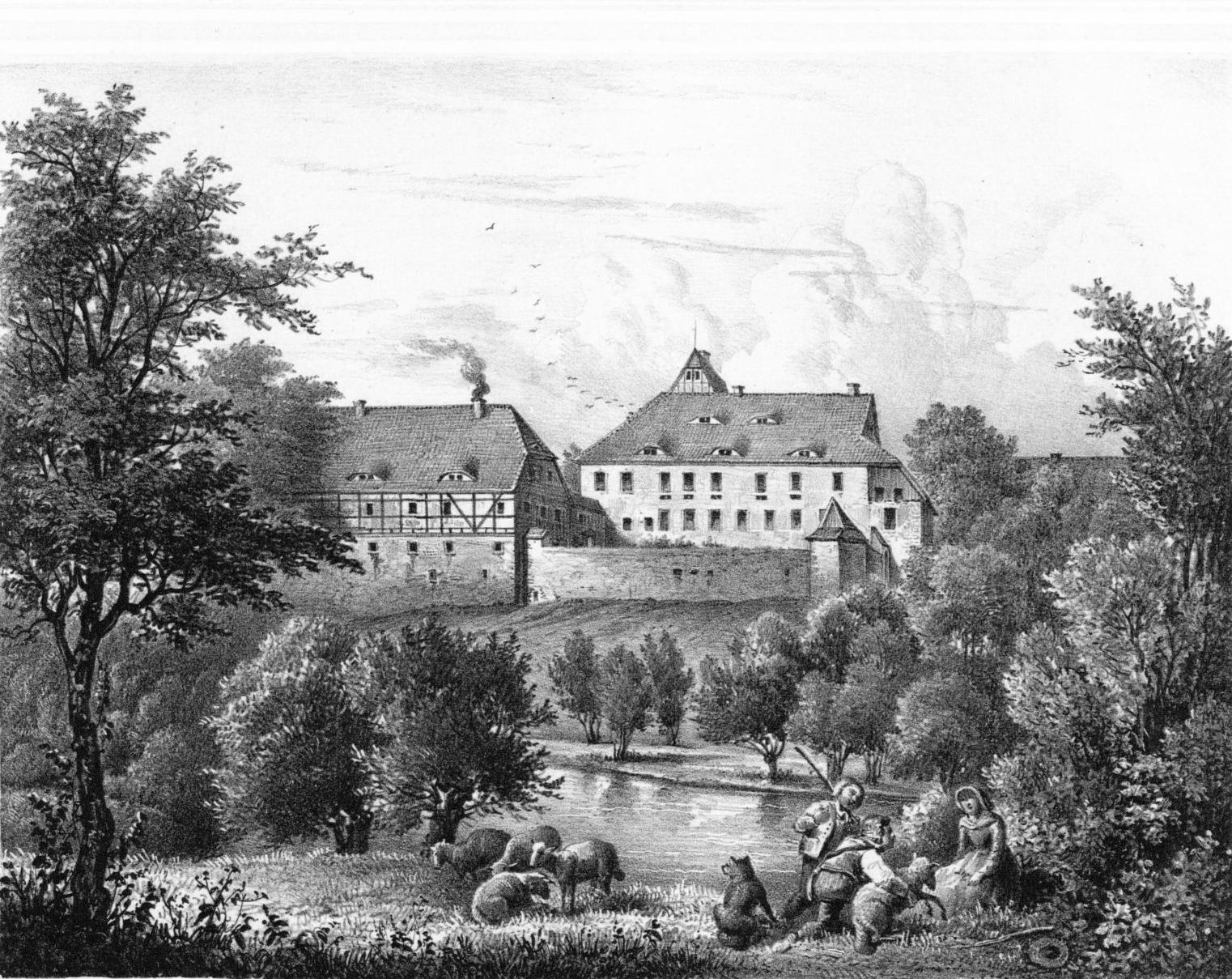
Rittergut Wünschendorf (um 1860)

Die erste urkundliche Erwähnung des Ortes datiert aus dem Jahre 1369 als Windesdorf.
Mit der Reformation 1539 kam der Ort zur Parochie Lengefeld. 1550 wird die südöstlich, am Lautenbach liegende Damm-Mühle erstmals erwähnt. Die Grundherrschaft lag ab 1551 beim Rittergut Rauenstein. 1590 wurde Wünschendorf ein Amtsdorf des neugeschaffenen Amtes Rauenstein.
1696 unterstand Wünschendorf der Herrschaft des örtlichen Rittergutes – das Herrenhaus wurde nach 1945 zur Baumaterialgewinnung abgerissen, bis heute erhalten ist das Eingangsportal.
Am 1. Mai 1839 wurde Wünschendorf vom Rittergut getrennt und bildete mit Stolzenhain eine eigenständige Gemeinde.
1850 wurde durch Robert Weber die Spielwarenproduktion eingeführt. 1877 wurde eine Schule errichtet, 1977 wurde diese endgültig geschlossen.
1893 wurde in der ehemaligen Spinnerei im Flöhatal eine Räderfabrik eingerichtet. 1899 erfolgte die Gründung der Freiwilligen Feuerwehr. Bereits 1900 wurde Wünschendorf an das Fernsprechnetz angeschlossen, 1913 erfolgte der Anschluss ans Elektrizitätsnetz. 1920 kam es zur Auflösung des Rittergutsbezirkes. 1925 gründete sich die „Bruno Wagner KG, Blech- und Metallwarenfabrik“.
Bei einem Luftangriff am 15. Februar 1945 wurden sechs Menschen getötet, insgesamt fielen 186 Menschen dem Zweiten Weltkrieg zum Opfer.
Am 1. Oktober 1948 wurde die Siedlung Neunzehnhain eingemeindet.
1875 erhielt der Ort mit der Station „Reifland“ Eisenbahnanschluss an der Flöhatalbahn. 1905 erfolgte die Aufstufung zum Bahnhof und 1939 erhielt dieser den bis heute geltenden Namen „Reifland-Wünschendorf“.
Zum 1. Januar 1999 wurde Wünschendorf mit Stolzenhain und Neunzehnhain nach Lengefeld eingemeindet.

## Entwicklung der Einwohnerzahl
| Jahr | Einwohnerzahl                              |
| ---- | ------------------------------------------ |
| 1552 | 18 besessene Mann, 15 Häusler, 13 Inwohner |
| 1764 | 16 besessene Mann, 19 Häusler, 8 Hufen     |
| 1834 | 495                                        |
| 1871 | 764                                        |

| Jahr | Einwohnerzahl |
| ---- | ------------- |
| 1890 | 889           |
| 1910 | 1094          |
| 1925 | 1060          |
| 1939 | 957           |

| Jahr | Einwohnerzahl |
| ---- | ------------- |
| 1946 | 1002          |
| 1950 | 1140          |
| 1964 | 917           |
| 1990 | 746           |

## Söhne und Töchter des Ortes
- Karl Leberecht Krutzsch (1772–1852), Forst- und Agrarwissenschaftler
- Friedrich Schröter (1802–1870), Heimatforscher des Saarlandes, Oberlehrer am Ludwigsgymnasium in Saarbrücken
- Walter Findeisen (1903–1986), Heimatschriftsteller und Mundartdichter
- Ecke von Zezschwitz (1922–2003), Bodenkundler, Agrikulturchemiker und Geologe
- Gerhard Junghähnel (1926–2004), Hochschullehrer und Rektor